# Puerto de Silla
El Puerto de Silla, situado a las afueras de la localidad valenciana de Silla, es uno de los puertos que pertenecen al  parque natural del lago de la Albufera de Valencia, junto con el Puerto de Catarroja, el Puerto de Sollana y el Tremolar, además de los embarcaderos del Saler y el Palmar

## Historia
Su antigüedad no se puede datar con exactitud. Hay referencias de los antiguos cronistas en las que encontramos que las primeras desecaciones del lago se llevaron a cabo por los cartaginenses. Además, en la época prerromana ya se puede observar un aprovechamiento de los recursos naturales de la Albufera.
Pero no es hasta el siglo XIII cuando empezamos a obtener datos sobre la historia de este lugar. Debido al privilegio del año 1248, otorgado por el rey Jaume I, se desarrolló una importante actividad pesquera en el puerto de Silla, debido a que se permitió a 60 familias moras que siguieran habitando Silla, con la condición de que los hombres supieran navegar y pescar.
En este momento el puerto tenía una gran importancia, ya que tenía la capacidad de alojar al menos 60 embarcaciones y las infraestructuras complementarias como por ejemplo, los almacenes, hogares de los trabajadores, etc. 
Si observamos el trazado de los caminos, la composición material del terreno y la dimensión del lago en la época medieval, podemos situar el emplazamiento del puerto cerca del lugar actual. Se cree que el embarcadero estaba situado por los alrededores del club deportivo el Saladar.
Además, gracias a diferentes documentos como ordenanzas, impuestos o sanciones, podemos encontrar una gran cantidad de referencias sobre los pescadores y barqueros de Silla, donde se pueden observar los graves conflictos que existían entre los pescadores y ramaderos que pasturaban esta zona, además de la existencia de una comunidad de pescadores numerosa y organizada.
A parte de la actividad pesquera, en el Puerto de Silla se concentraban otras ocupaciones que convertían a este lugar en un punto de salida de las barcas destinadas a la extracción de arena para la construcción, la siega de la boga (planta que crece en la Albufera) para la artesanía de la sillería y la broza para las vacas. Pero el movimiento más importante fue el de la fase de expansión del arrozal mediante la desecación de la Albufera.
Tradicionalmente, los desplazamientos por el interior del lago se realizaban a vela. En el año 1849, existía una línea fluvial de Valencia a Sueca (localidad situada a orillas del lago de la Albufera), formada por dos barcos que se dedicaban al transporte de personas y mercancías, los cuales atravesaban la Albufera tres veces al día. También existía una barca correo.
Con la llegada del ferrocarril, surgieron una gran cantidad de usuarios de la Albufera en Silla; los cazadores y pescadores que antes se tenían que desplazar a Valencia hasta el embarcador del Saler ahora venían en tren hasta el Puerto de Silla que en aquel entonces era muy abundante en anguilas.
Por una parte, la Cofradía de Pescadores fue legitimada por Derecho Real de la reina Isabel II, quien en 1858 les otorgó la entidad propia, desligándolos de la mediación de Catarroja. Debido a la gran actividad que se desarrollaba, en el año 1873 el ayuntamiento puso en marcha un proyecto que pretendía enlazar el pueblo y la Albufera mediante la construcción de un canal. Por otra parte, el incremento de la zona plantada de arroz originó a finales del siglo XIX la construcción de una nueva red de regadío.
En 1909 se llevaron a cabo obras de mejora del embarcadero, completando un conjunto formado por una casa de dos plantas y un almacén que aún hoy se conserva intacto. El otro elemento añadido fue un canal lateral que se utilizaba para acceder por bajo a la "Barca de Don Ricardo’’, un espacio de trabajo.
El sequero pavimentado de ladrillo, disponía de un embarcadero particular para la descarga de la recolecta de arroz, al cual se accedía por bajo del puente de madera elevadizo. La bomba eléctrica o motor, se instaló en la década de los años 20.
Otra faceta desconocida es el contrabando, aprovechando la poca vigilancia del lago, este se utilizaba para introducir productos coloniales que desembarcaban en las playas del Saler, sobre todo azúcar y café, que en lugar de ir dirección a Valencia, la mercancía viajaba por los puertos de Silla y Catarroja. Durante los años de la postguerra, el estraperlo siguió el mismo sistema, embarcando arroz, boniatos y judías que se vendían en la carretera de la Devesa.
No podemos olvidar la antigua costumbre de pasear en barca el día de San Pedro, cuando de buena mañana la gente embarcaba en el Puerto, cargada con sus enseres, para pasar el día en la pinada o en la playa del Saler.
Esta costumbre desapareció con la llegada de los coches, que coincidió con el final del proceso de extracción de arena para la desecación de la Albufera, la eliminación de las casas en el Puerto, el abandono de la pesca profesional y la contaminación progresiva de las aguas.
En la década de los 70 se edificó la nave de los piragüistas, a modo de reivindicación del Club, que posibilitó la expansión de esta práctica fluvial.
En 1993 se vinculó operativamente al conjunto del parque natural y asignándole una utilidad más pedagógica, pero los cambios políticos que vinieron después dejaron de lado esta iniciativa de renovación, solo la Cofradía de Pescadores edificó dos barracas (hogar tradicional de los territorios situados en las intermediaciones del Lago de la Albufera, construida con barro cañas y paja) como almacén y usos social.

## El puerto en la actualidad
La afluencia diaria de vehículos estacionados dentro del recinto, el poco civismo de algunos visitantes y la erosión de las motas del canal muy castigadas por las olas de las embarcaciones, están deteriorando gravemente el entorno. Por esta razón, desde el ayuntamiento y las asociaciones ecologistas, se están llevando a cabo partidas de voluntarios para limpiar la Albufera. [cita requerida]
El puerto conserva algunas infraestructuras antiguas mencionadas anteriormente, como el puente de madera, la casa y el almacén, el motor o algunas barcas que sirven de decoración, aunque la mayoría de ellas tienen dueño y son utilizadas para dar paseos por la Albufera o para pescar.
En él se encuentra el Club Deportivo el Saladar, un espacio que se construyó en el año 1973 y que consta de un bar, vestuarios, pistas de tenis y dos piscinas. Como se ha nombrado anteriormente, en el Puerto también se encuentra el Club de Piragüismo de Silla, fundado en 1970 y las barracas de la Cofradía de Pescadores, construidas en 1993, que están disponibles para ser alquiladas.